# 潘卓源
潘卓源（英語：Victoria Poon，1984年10月12日—），加拿大女子游泳运动员，2006年英联邦运动会女子4×100米自由泳接力铜牌得主、2014年英联邦运动会女子4×100米自由泳接力铜牌得主、2015年世界游泳锦标赛混合4×100米自由泳接力铜牌得主。